# Nhiệm vụ bất khả thi: Sụp đổ
Nhiệm vụ bất khả thi: Sụp đổ (tên gốc tiếng Anh: Mission: Impossible – Fallout) là phim điện ảnh hành động điệp viên của Mỹ năm 2018 do Christopher McQuarrie chịu trách nhiệm đạo diễn, sản xuất kiêm biên kịch. Đây là phần thứ sáu của loạt phim Nhiệm vụ bất khả thi, và là phần phim thứ hai mà McQuarrie đảm nhiệm vị trí đạo diễn, sau Nhiệm vụ bất khả thi: Quốc gia bí ẩn (2015), khiến anh trở thành người đầu tiên tham gia đạo diễn nhiều hơn một bộ phim của thương hiệu. Phim có sự tham gia diễn xuất của Tom Cruise, Ving Rhames, Simon Pegg, Rebecca Ferguson, Sean Harris, Michelle Monaghan và Alec Baldwin, trở lại với các vai diễn cũ từ các phần phim trước đó, cùng với Henry Cavill, Vanessa Kirby và Angela Bassett, là các nhân vật mới được giới thiệu. Trong phần phim, điệp viên Ethan Hunt và đồng đội của anh phải lần theo dấu chất phóng xạ plutonium bị đánh cắp và bị một đặc vụ CIA điều phối sau khi nhiệm vụ bị đi chệch hướng ban đầu.
Các cuộc đàm phán cho phần phim thứ sáu của loạt phim Nhiệm vụ bất khả thi bắt đầu từ trước khi Nhiệm vụ bất khả thi: Quốc gia bí ẩn được công chiếu vào năm 2015. Nhiệm vụ bất khả thi: Sụp đổ chính thức được xác nhận thực hiện vào tháng 11 năm 2015, trong đó McQuarrie cũng xác nhận ông sẽ trở lại với vai trò biên kịch và đạo diễn, đồng thời cũng tham gia vào quá trình sản xuất phim cùng với Cruise, và đây cũng là lần hợp tác thứ bảy của bộ đôi. Phim bắt đầu được bấm máy từ tháng 4 năm 2017 tới tháng 3 năm 2018 tại Paris, Vương quốc Anh, New Zealand, Na Uy và Các Tiểu vương quốc Ả Rập Thống nhất.
Nhiệm vụ bất khả thi: Sụp đổ có buổi công chiếu ra mắt tại Paris vào ngày 12 tháng 7 năm 2018 và được công chiếu rộng rãi tại Mỹ vào ngày 27 tháng 7 năm 2018. Đây là phần phim đầu tiên được phát hành dưới định dạng RealD 3D, cùng với các suất chiếu giới hạn ở định dạng IMAX. Phim nhận được nhiều lời khen ngợi cho chỉ đạo đạo diễn, cốt truyện, diễn xuất hành động và đóng thế, với nhiều nhà phê bình gọi đây là phần phim xuất sắc nhất của toàn thương hiệu, cũng như một trong những phim hành động xuất sắc nhất mọi thời đại.
Hai phần tiếp theo Nhiệm vụ bất khả thi: Nghiệp báo - Phần 1 và 2 dự kiến ra mắt lần lượt vào 14 tháng 7 năm 2023 và 28 tháng 6 năm 2024, đều do McQuarrie làm đạo diễn.

## Nội dung
Hai năm sau khi Solomon Lane bị bắt, tàn dư của Syndicate đã tổ chức lại thành một nhóm khủng bố được gọi là Hội Tông đồ. Chúng có liên kết với một kẻ cực đoan được gọi là John Lark, kẻ đang cố gắng lấy các lõi plutonium bị đánh cắp để sử dụng trong vũ khí hạt nhân.
Ethan Hunt được IMF giao nhiệm vụ thu hồi plutonium bằng mọi cách cần thiết. Anh ta sắp xếp một cuộc họp để mua các lõi, nhưng các tay sai Hội Tông đồ đã can thiệp và đánh cắp chúng. Nhóm IMF sau đó tập trung nỗ lực để bắt chuyên gia vũ khí hạt nhân Nils Delbruuk, người mà CIA tin rằng đang chế tạo vũ khí cho Lark. Sử dụng một chương trình phát sóng giả mạo Benji Dunn đóng giả Wolf Blitzer của CNN, họ lừa Delbruuk đưa cho họ kế hoạch về vũ khí.
Tức giận trước sự thất bại của IMF trong việc bảo đảm plutonium, Giám đốc CIA Erika Sloane đã chỉ thị cho Đặc vụ Bộ phận Hành động Đặc biệt August Walker đi cùng với Hunt trong nhiệm vụ lấy nó. Hunt và Walker thâm nhập vào một bữa tiệc hộp đêm, nơi Lark được cho là sẽ gặp tay buôn vũ khí Alanna Mitsopolis để mua plutonium. Họ theo dõi một người đàn ông mà họ nghi ngờ là Lark, nhưng sau một cuộc chiến dữ dội trong nhà vệ sinh, người đàn ông đó đã bị Ilsa Faust giết chết. Hunt giả định danh tính của Lark và gặp Mitsopolis, nhưng cuộc gặp đã bị cắt ngắn khi họ bị tấn công.
Mitsopolis sau đó đề nghị Hunt một thỏa thuận trao đổi plutonium để giúp anh ta lấy được Solomon Lane từ một đoàn xe bọc thép di chuyển qua Paris. Cô ấy cung cấp một trong những lõi plutonium như một khoản trả trước. Hunt và Walker tấn công phủ đầu đoàn xe để ngăn chặn Mitsopolis và anh trai Zola giết cảnh sát địa phương. Đâm xe của Lane xuống nước, họ dẫn cảnh sát và người của Mitsopolis đuổi theo trong khi Benji và Luther bảo vệ Lane. Faust xuất hiện trở lại và cố gắng giết Lane để chứng minh lòng trung thành của cô với MI6, nhưng Hunt và Lane trốn thoát khỏi cô. Mitsopolis sau đó hướng dẫn Hunt đưa Lane đến London .
Tại một ngôi nhà an toàn ở London, Bộ trưởng IMF Hunley ra lệnh cho Hunt dừng nhiệm vụ và tự nộp mình sau khi nhận được bằng chứng thuyết phục chỉ ra rằng Hunt là Lark. Nhóm lừa Walker thừa nhận anh ta là Lark thật và thông báo cho Sloane, người ra lệnh đưa tất cả mọi người vào. Tuy nhiên, Sloane không hề hay biết, CIA đã bị Hội Tông đồ xâm nhập và Walker ra hiệu cho chúng tấn công. Walker giết Hunley và Hunt đuổi theo hắn đến thang máy, nơi Walker nói với anh rằng anh phải tự quay lại và thừa nhận anh ta là Lark nếu không anh ta sẽ giết người vợ cũ Julia của mình.
Nhóm theo dõi Lane và Walker đến một trại y tế trên Sông băng Siachen. Ilsa suy luận rằng Lane đang lên kế hoạch cho nổ bom hạt nhân tại trại y tế, làm ô nhiễm nguồn cung cấp nước của Ấn Độ, Pakistan và Trung Quốc. Các quả bom được liên kết với nhau bằng một hệ thống an toàn dự phòng, bất kỳ nỗ lực nào nhằm phá nổ một quả bom mà không giải giáp ngòi nổ sẽ tự động kích hoạt quả bom còn lại.
Tại trại, Hunt phát hiện ra Julia và người chồng mới của cô là Erik. Lane lập trình ngòi nổ của bom với thời gian đếm ngược 15 phút và đưa nó cho Walker, chọn ở lại với bom. Walker cất cánh trên một chiếc trực thăng bị Hunt bí mật truy đuổi trong khi Benji, Luther và Faust cố gắng tìm và khử vũ khí hạt nhân. Julia giúp Luther giải giáp quả bom đầu tiên trong khi Benji và Faust tìm kiếm quả bom thứ hai. Faust tìm thấy Lane và quả bom thứ hai nhưng bị phục kích. Benji và Faust chiến đấu và khuất phục Lane trước khi bắt đầu giải giáp quả bom của họ. Sau một cuộc rượt đuổi trên không, Hunt sử dụng một chiếc trực thăng bị cướp để đâm trực thăng của Walker ra khỏi bầu trời. Hai người đàn ông chiến đấu trên một vách đá và Hunt sử dụng móc trực thăng để ném Walker xuống vách đá, nó rơi xuống mặt và giết hắn trước khi giữ chặt ngòi nổ chỉ còn vài giây nữa, cho phép cả nhóm vô hiệu hóa quả bom hạt nhân.
Sau đó, Sloane giao Lane cho MI6 thông qua Mitsopolis, với Faust kiếm được sự tha thứ cho cô. Julia nói với Hunt rằng anh đã cho cô cuộc sống tốt nhất, bất chấp cam kết của anh với IMF. Sloane ca ngợi Hunt và ngụ ý rằng cô ấy sẽ trở thành thư ký mới của IMF.

## Diễn viên
- Tom Cruise trong vai Ethan Hunt, một đặc vụ của Lực lượng Nhiệm vụ Bất khả thi (IMF)
- Henry Cavill trong vai August Walker / John Lark, một đặc vụ của Bộ phận Hoạt động Đặc biệt của CIA, người bí mật là một phần tử cực đoan liên minh với Solomon Lane và Hội Tông đồ
- Ving Rhames trong vai Luther Stickell, một đặc vụ IMF, một thành viên lâu năm trong nhóm của Hunt và một hacker máy tính
- Simon Pegg trong vai Benji Dunn, một đặc vụ lĩnh vực kỹ thuật của IMF và là thành viên trong nhóm của Hunt
- Rebecca Ferguson trong vai Ilsa Faust, một cựu điệp viên MI6 , người đã liên minh với Hunt tại Paris, London và Siachen Glacier
- Sean Harris trong vai Solomon Lane, một kẻ chủ mưu theo chủ nghĩa vô chính phủ, người lãnh đạo của Syndicate, sau này được gọi là Hội Tông đồ
- Angela Bassett trong vai Erika Sloane, Giám đốc mới của CIA thay thế Hunley, và cấp trên của Walker
- Vanessa Kirby trong vai Alanna Mitsopolis / Góa phụ trắng, một tay buôn vũ khí
- Michelle Monaghan trong vai Julia Meade, một bác sĩ và là vợ cũ của Ethan
- Alec Baldwin trong vai Alan Hunley, cựu Giám đốc CIA, người sau này trở thành Bộ trưởng IMF mới
- Wes Bentley trong vai Erik, chồng của Julia
- Frederick Schmidt trong vai Zola Mitsopolis, anh trai của Alanna
- Ross O'Hennessy trong vai một đặc vụ người Anh
- Liang Yang trong vai chim mồi John Lark
- Kristoffer Joner trong vai Nils Delbruuk, một chuyên gia vũ khí hạt nhân lừa đảo người Mỹ gốc Na Uy
- Alix Bénézech trong vai nữ cảnh sát Pháp mà Ethan cứu khỏi người của Zola ở Paris
- Caspar Phillipson trong vai một đại lý plutonium
- Wolf Blitzer trong vai chính mình, một bộ trang phục ngụy trang của Dunn

## Sản xuất

### Tiền sản xuất
Vào ngày 23 tháng 5 năm 2015, The Tracking Board báo cáo rằng Paramount Pictures đang phát triển bộ phim Mission: Impossible thứ sáu, với Tom Cruise, JJ Abrams, David Ellison và Dana Goldberg trở lại sản xuất, cùng với Don Granger và Matt Grimm là nhà sản xuất điều hành, và Elizabeth Raposo giám sát quá trình phát triển. Vào ngày 28 tháng 7 năm 2015, Cruise xác nhận trên The Daily Show rằng bộ phim thứ sáu đã được phát triển và nói với người dẫn chương trình Jon Stewart rằng bộ phim "có thể" sẽ bắt đầu vào mùa hè năm 2016. Vào ngày 2 tháng 8 năm 2015, Giám đốc điều hành cấp cao Rob Moore nói với Variety rằng phần tiếp theo đã được thực hiện, nói rằng họ "rất vui khi được phát triển bộ phim này với Tom," và "phải có một bộ phim khác." Vào ngày 19 tháng 11 năm 2015, có thông báo rằng Paramount đã lại thuê Christopher McQuarrie viết phim, trong khi có khả năng ông cũng sẽ đạo diễn lại. Hãng phim đang hoạt động rất nhanh, với kế hoạch bắt đầu bấm máy vào tháng 8 năm 2016. Vào ngày 30 tháng 11 năm 2015, McQuarrie xác nhận thông qua tài khoản Twitter rằng anh sẽ quay lại làm nhiệm vụ đạo diễn, đồng thời sản xuất bộ phim cùng với Cruise.  Vào ngày 19 tháng 8 năm 2016, The Hollywood Reporter viết rằng Paramount đã tạm dừng sản xuất trước bộ phim vì tranh chấp về tiền lương giữa Cruise và hãng phim, vì Cruise muốn được trả bằng hoặc hơn phí của anh ấy cho bộ phim The Mummy của Universal Pictures .  Vào ngày 16 tháng 9, The Hollywood Reporter xác nhận rằng tranh chấp của Cruise với hãng phim đã được giải quyết. Việc sản xuất hiện sẽ bắt đầu vào mùa xuân năm 2017. Vào tháng 11, Jeremy Renner — người đã đóng vai William Brandt trong phần phim thứ tư và thứ năm — nói rằng anh ấy không chắc liệu mình có tham gia phần phim thứ sáu hay không vì lịch trình xung đột với vai diễn Clint Barton / Hawkeye trong bộ phim Avengers: Endgame (2019) của Marvel Studios. Vào tháng 3 năm 2017, tại CinemaCon đã xác nhận rằng anh sẽ không trở lại cho bộ phim thứ sáu.
Vào tháng 2, McQuarrie tiết lộ rằng bộ phim sẽ bao gồm nhiều câu chuyện hậu trường hơn về cuộc sống cá nhân của Ethan Hunt. Vào ngày 13 tháng 6 năm 2017, Michelle Monaghan được thông báo trở lại với tư cách là Julia Meade-Hunt, vợ của Ethan Hunt.

### Quay phim
Phim dự kiến bắt đầu ở Paris vào ngày 10 tháng 4 năm 2017. Các địa điểm khác bao gồm London, New Zealand và Na Uy. Phim chính thức bắt đầu vào ngày 8 tháng 4. Một số quá trình quay cũng diễn ra ở New Zealand vào tháng 7 năm 2017. Chính quyền đô thị Forsand ở Na Uy đã cho phép đóng cửa Preikestolen ('Pulpit Rock') trong một khoảng thời gian vào mùa thu để quay bộ phim; chỉ các thành viên phi hành đoàn và dàn diễn viên mới được phép tiếp cận ngọn núi trong chín ngày liên tục. Họ cũng được phép lên đến 50 lần hạ cánh trực thăng mỗi ngày. Các cảnh quay trong lãnh thổ Jammu và Kashmir do Ấn Độ quản lý được quay ở New Zealand. Đạo diễn Christopher McQuarrie nói rằng ông muốn cao trào của bộ phim được đặt ở một địa điểm "phức tạp về chính trị" hơn New Zealand, vì vậy ông đã chọn bối cảnh này ở Kashmir.
Vào tháng 8 năm 2017, Cruise bị thương ở chân phải trên phim trường London trong quá trình quay phim.  Sau vụ tai nạn, hãng phim đã thông báo sẽ tạm dừng sản xuất trong ít nhất chín tuần để chữa lành mắt cá chân và các vết thương khác của Cruise, nhưng đã đưa ra một thông báo nói rằng họ sẽ giữ nguyên ngày phát hành vào tháng 7 năm 2018 cho bộ phim. Chấn thương dẫn đến chi phí khoảng 80 triệu đô la cho hãng phim vì họ phải trả tiền cho dàn diễn viên và đoàn làm phim trong 8 tuần gián đoạn để họ không nhận công việc khác. Tuy nhiên, thương tật và các chi phí sau đó đã được bảo hiểm bù đắp. Họ không tính vào ngân sách cuối cùng của bộ phim. Quá trình quay phim được tiếp tục vào đầu tháng 10 năm 2017, với việc Cruise xuất hiện trên phim trường bảy tuần sau chấn thương ban đầu và sớm hơn hai tuần so với kế hoạch ban đầu.
Các lần quay lại cho Justice League của Cavill trùng với lịch trình cho Fallout, nơi mà anh ấy đã mọc một bộ ria mép mà anh ấy đã ký hợp đồng để giữ trong khi quay phim. Trong khi McQuarrie ban đầu cho phép các nhà sản xuất của Justice League cho phép Cavill cạo ria mép để đổi lấy 3 triệu đô la sẽ phải trả để ngừng sản xuất Fallout và sau đó lấp đầy bộ ria bằng kỹ thuật số, các giám đốc điều hành từ Paramount đã bác bỏ ý tưởng này, buộc Nhóm VFX của Justice League sử dụng các hiệu ứng đặc biệt để loại bỏ bộ ria mép bằng kỹ thuật số trong quá trình hậu sản xuất.
Vào ngày 25 tháng 1 năm 2018, tiêu đề được tiết lộ là Mission: Impossible - Fallout. Quay phim tại Các Tiểu vương quốc Ả Rập Thống nhất (UAE) vào ngày 25 tháng 3 năm 2018. Quá trình sản xuất tại UAE bao gồm quay cảnh nhảy ở Độ cao thấp Mở đầu (HALO) với Cruise. Cảnh này yêu cầu Cruise và phi hành đoàn phải huấn luyện trên một đường hầm gió thẳng đứng trên mặt đất, sau đó sử dụng máy bay quân sự C-17 để thực hiện hơn một trăm lần nhảy từ khoảng 25.000 feet (7.600 m) để kết thúc ba lần mà McQuarrie muốn cho bộ phim. Vì bối cảnh được đặt gần hoàng hôn, họ chỉ có thể thực hiện một lần nhảy mỗi ngày để cố gắng có được từng cảnh quay. Một trong những thách thức lớn nhất đối với đội kỹ xảo hình ảnh là thay thế sa mạc Abu Dhabi bằng Paris, nơi diễn ra cú nhảy trong phim. Các nghệ sĩ đã tái tạo Grand Palais des Champs-Élysées bằng cách sử dụng hình ảnh tham chiếu, quét Lidar và đo ảnh từ các cảnh quay bằng máy bay không người lái được quay bên trên tòa nhà.

### Hiệu ứng hình ảnh
Hiệu ứng hình ảnh được cung cấp bởi DNEG và Blind LTD và được giám sát bởi Huw Evans, Andrew Booth và Jody Johnson với sự trợ giúp của One of Us và The Third Floor .

## Tiếp thị
Đoạn giới thiệu đầu tiên được phát hành vào ngày 4 tháng 2 năm 2018, trong Super Bowl LII và đoạn giới thiệu thứ hai vào ngày 16 tháng 5 năm 2018. Tiếp thị đã chi tổng cộng 140 triệu đô la cho quảng cáo và quảng cáo toàn cầu.

## Phát hành

### Rạp hát
Mission: Impossible - Fallout được phát hành tại Hoa Kỳ và Canada vào ngày 27 tháng 7 năm 2018, bởi Paramount trong RealD 3D, IMAX và IMAX 3D, và ngày 31 tháng 8 năm 2018 tại Trung Quốc. Phim được công chiếu lần đầu tại Paris vào ngày 12 tháng 7 năm 2018. Phim được phát hành ở Ấn Độ với một số chỉnh sửa để loại trừ bất kỳ đề cập nào đến bang Jammu và Kashmir của Ấn Độ .

### Phương tiện gia đình
Mission: Impossible - Fallout được phát hành để tải xuống kỹ thuật số vào ngày 20 tháng 11 năm 2018 và được phát hành trên DVD, Blu-ray và Ultra HD Blu-ray vào ngày 4 tháng 12 năm 2018. Các bản phát hành kỹ thuật số và Blu-ray bao gồm cảnh hậu trường phim đặc sắc, một đoạn dựng phim cảnh bị xóa, một bản nhạc riêng biệt và ba bài bình luận. Phim cũng có sẵn ở định dạng 3D trên một số dịch vụ VOD trên khắp thế giới.

## Đón nhận

### Phòng vé
Mission: Impossible - Fallout thu về $ 220,2 triệu ở Hoa Kỳ và Canada, và $ 571 triệu ở các lãnh thổ khác, với tổng doanh thu toàn cầu là $ 791,1 triệu, so với kinh phí sản xuất là $ 178 triệu, trở thành phim có doanh thu cao nhất của Mission: Impossible .
Tại Hoa Kỳ và Canada, Fallout được phát hành cùng với Teen Titans Go! To the Movies , và được dự đoán sẽ thu về 48–65 triệu đô la trong tuần đầu công chiếu, với một số ước tính con số này lên tới 75 triệu đô la. Phim đã ra rạp ở 4.386 rạp, rạp nhiều nhất từ trước đến nay cho nhượng quyền thương mại và là rạp phát hành rộng thứ bảy mọi thời đại.  Bộ phim đã kiếm được 6 triệu đô la từ các buổi chiếu trước vào tối thứ Năm (bao gồm 1 triệu đô la từ các buổi chiếu IMAX), cao nhất trong cả loạt phim, một kỷ lục cho Cruise và tăng 50% so với 4 triệu đô la của Rogue Nation . Bộ phim tiếp tục ra mắt với 61,2 triệu đô la, thành tích tốt nhất trong cả loạt phim và cao thứ hai trong sự nghiệp của Cruise. Nó đã kiếm được 35,3 triệu đô la trong tuần thứ hai để giữ vị trí đầu tiên và đánh dấu khung năm thứ hai hay nhất của loạt phim.  Phim kiếm được 19,4 triệu đô la trong tuần thứ ba công chiếu, xếp thứ hai sau phim mới The Meg .
Ở các vùng lãnh thổ khác, bộ phim được dự đoán sẽ thu về 75–80 triệu đô la từ 36 quốc gia, với tổng doanh thu toàn cầu ước tính khoảng 135 triệu đô la.  Nó đã kiếm được 15 triệu đô la trong ngày đầu tiên công chiếu, bao gồm cả 2,8 triệu đô la ở Hàn Quốc.  Bộ phim kết thúc thành công vượt trội, ra mắt ở nước ngoài với 92 triệu đô la với tổng số 153,5 triệu đô la trên toàn thế giới. Các thị trường lớn nhất của nó là Trung Quốc (181 triệu USD), Hàn Quốc (24,9 triệu USD), Vương quốc Anh (9,5 triệu USD) và Ấn Độ (8,2 triệu USD).  Đến cuối tuần thứ ba phát hành, các thị trường quan trọng nhất bên ngoài Hoa Kỳ là: Hàn Quốc (46,4 triệu đô la), Anh (22,4 triệu đô la), Ấn Độ (13,5 triệu đô la), Đài Loan (11,9 triệu đô la), Mexico (10,8 triệu đô la) , Brazil (9,6 triệu USD) và UAE (6,4 triệu USD).

### Phản hồi quan trọng
Trên chuyên trang tổng hợp phê bình Rotten Tomatoes, bộ phim đạt mức phê duyệt 97% dựa trên 437 bài phê bình, với điểm trung bình là 8,4 / 10. Sự đồng thuận quan trọng của trang web cho biết, "Nhanh chóng, đẹp mắt và thú vị, Mission: Impossible - Fallout làm nổi bật phần 'bất khả thi' của tên gọi bằng cách đặt thêm một dấu ấn cao nữa cho các bộ phận điên rồ trong một loạt phim đầy rẫy chúng."  Trên Metacritic, bộ phim có điểm trung bình có trọng số là 86 trên 100, dựa trên 60 nhà phê bình, cho thấy "sự hoan nghênh toàn cầu."  Khán giả được thăm dò ý kiến bởi PostTrak đã cho bộ phim 84% điểm tích cực tổng thể và 65% "giới thiệu chắc chắn", trong khi CinemaScorenhững người xem phim đã báo cáo cho nó điểm trung bình là "A" trên thang điểm A + đến F, mức cao nhất từ trước đến nay đối với loạt phim.
Peter Debruge của Variety gọi bộ phim là "phần thú vị nhất từ trước đến nay", nói rằng, "McQuarrie rõ ràng tin tưởng vào việc tạo ra các bối cảnh mạch lạc: Các cảnh chiến đấu của anh ấy căng thẳng, cơ bắp và sạch sẽ, được quay và chỉnh sửa theo cách mà địa lý không gian có ý nghĩa. "  David Ehrlich của IndieWire đã cho bộ phim điểm "A" và gọi nó là một trong những bộ phim hành động hay nhất từ trước đến nay, viết "Anh ấy là Tom Cruise duy nhất vì không ai khác sẵn sàng trở thành — hoặc có thể anh ấy chỉ là Tom Cruise để không ai cả khác thì phải như vậy. Dù thế nào thì Fallout cũng là bộ phim mà anh ấy luôn hứa với chúng tôi, và nó rất đáng để chờ đợi. " Entertainment Weekly 'sChris Nashawaty cũng cho bộ phim điểm "A", nhận xét về Cruise rằng "Anh ấy vẫn là ngôi sao điện ảnh thèm khát nhất Hollywood", với bộ phim ngày càng "hay hơn, đẹp hơn và thú vị hơn theo từng phần".  George Simpson của The Express khen ngợi "hành động tàn bạo và đánh đấm dã man, nhịp tim đập nhanh và tiền cược cao đến mức đôi khi gây khó thở", nói thêm, " Fallout là một cải tiến so với tất cả các phim trước đó ' những thất bại, tập hợp tất cả những khía cạnh tốt nhất của chúng; đồng thời tạo ra sự rung cảm cổ điển của bản gốc trong khi không bao giờ ngại liên tục phát triển; " anh ấy đã cho bộ phim năm trên năm sao. The TelegraphTim Robey của Tim Robey đã tóm tắt bộ phim là "ngoạn mục và mãn nhãn", coi đây là "bom tấn của mùa hè" với "một cốt truyện tội lỗi dễ chịu", và gọi bộ phim và loạt phim của nó là một " thương hiệu giống như Bond "; ông cũng đánh giá bộ phim năm trên năm sao.
Robert Abele của TheWrap đã mô tả Cruise là một "ngôi sao điện ảnh thường xanh với trái tim liều lĩnh của một diễn viên đóng thế" và anh ấy "nỗ lực hết sức có thể cho công việc lâu dài, chăm chỉ để duy trì một loạt phim bom tấn."  Todd McCarthy của The Hollywood Reporter khen ngợi đạo diễn Christopher McQuarrie, nói rằng với Mission: Impossible - Fallout , anh ấy "đứng đầu những gì anh ấy đã làm với Cruise ba năm trước," và cũng chỉ ra Vanessa Kirby vì đã vào vai nhân vật của cô ấy với "sự kết hợp của sự thanh lịch và sự từ bỏ nóng vội. "  JR Kinnard của PopMatters viết, "Mặc dù nó thiếu tính nhân văn gan góc của một cái gì đó giống như Mad Max của George Miller :(2015), Mission: Impossible - Fallout cũng không kém phần ấn tượng khi cống hiến cho nhân vật những pha hành động và hiệu ứng đặc biệt thiết thực. Đó là một bộ phim kinh dị rực rỡ, không ngừng nghỉ, chắc chắn sẽ trở thành một tác phẩm hành động kinh điển ngay lập tức. "  Tim Grierson của Screen Daily viết," Tom Cruise đang ở dạng chiến đấu trong bộ phim nhượng quyền thương mại ly kỳ này ... [anh ấy] không tuổi, hấp dẫn và dường như không thể ngăn cản, "nói thêm rằng" phần phim thứ sáu trong loạt phim này là một trong những phần nổi bật nhất, cung cấp một lượng gần như mệt mỏi các phân cảnh hành động ngoạn mục kết hợp với kịch tính khéo léo của nhân vật và sự kiện sinh tử cần thiết. "  Peter Bradshaw của The Guardian đã chấm cho bộ phim ba trong số năm sao, nói rằng "không còn nhiều [sự hài hước] trong lời thoại như trước", nhưng nói thêm, "Các vụ va chạm và đổ xăng là những gì nhượng quyền thương mại này dự kiến sẽ mang lại một cách hợp lý. Và đây là những gì nó xảy ra vui vẻ làm. "
Nick Pinkerton của Sight & Sound đã viết, "Là một ứng cử viên nặng ký cho thương hiệu điện ảnh liên tục nhất trong 25 năm qua, các bộ phim Mission: Impossible cũng đưa ra một nghiên cứu điển hình về ý tưởng diễn viên đóng vai phụ, với Tom Cruise tiếp tục trình bày chính anh ấy như một màn hình không sợ hãi bất tử trong Fallout ."
Phim lọt vào danh sách 10 phim hàng đầu của 53 nhà phê bình năm 2018.

## Phần tiếp theo
Hai phần tiếp theo là Nhiệm vụ bất khả thi: Nghiệp báo - Phần 1 và 2 dự kiến ra mắt lần lượt vào 14 tháng 7 năm 2023 và 28 tháng 6 năm 2024.